# 凯滕坎普
凯滕坎普是德国下萨克森州的一个市镇。总面积12.88平方公里，总人口1720人，其中男性891人，女性829人（2011年12月31日），人口密度134人/平方公里。